# Кравцов, Гжегож
Гже́гож Кра́вцов, (также Кравцув) (пол. Grzegorz Krawców; род. 25 июля 1962, Нова-Суль, Зелёногурское воеводство) — польский гребец-байдарочник, выступал за сборную Польши в середине 1980-х — начале 1990-х годов. Серебряный и бронзовый призёр чемпионатов мира, обладатель серебряной медали международного турнира «Дружба-84», многократный победитель регат национального значения, участник двух летних Олимпийских игр.

## Биография
Гжегож Кравцув родился 25 июля 1962 года в городе Нова-Суль, Любуское воеводство. Активно заниматься греблей начал в раннем детстве, проходил подготовку в местном спортивном клубе «Дозамету».
Как член польской национальной сборной в 1984 году должен был участвовать в Олимпийских играх в Лос-Анджелесе, однако страны социалистического лагеря по политическим причинам бойкотировали эти соревнования, и вместо этого он выступил на альтернативном турнире «Дружба-84» в Восточном Берлине, где тоже был успешен, в частности вместе с партнёрами по команде Данелем Велной, Янушом Вегнером и Казимежом Кшижаньским завоевал серебряную медаль в зачёте байдарок-четвёрок, пропустив вперёд только команду ГДР.
В 1986 году побывал на чемпионате мира в канадском Монреале, откуда привёз награду бронзового достоинства, выигранную в гонке четырёхместных экипажей на тысяче метрах. В следующем сезоне получил серебряную медаль на мировом первенстве в немецком Дуйсбурге, показав второй результат в четвёрках на пятистах метрах. Кроме того, будучи студентом Вроцлавского университета физической культуры, в этом сезоне одержал победу на летней Универсиаде в Загребе.
Благодаря череде удачных выступлений удостоился права защищать честь страны на летних Олимпийских играх 1988 года в Сеуле — в составе четырёхместного экипажа, куда также вошли гребцы Мацей Фреймут, Войцех Курпевский и Казимеж Кшижаньский, сумел пробиться в финальную стадию турнира, был близок к призовым позициям, тем не менее, в решающем заезде оказался на финише только пятым. После сеульской Олимпиады остался в основном составе национальной сборной Польши и продолжил принимать участие в крупнейших международных регатах. Так, в 1989 году выступил на чемпионате мира в болгарском Пловдиве, где стал серебряным призёром в тысячеметровой гонке четвёрок.
В 1992 году прошёл квалификацию на Олимпийские игры в Барселону — вновь дошёл до финала в километровой программе байдарок четвёрок и на сей раз финишировал в решающем заезде шестым (при этом его партнёрами были Мацей Фреймут, Войцех Курпевский и Гжегож Калета). Вскоре после этих соревнований принял решение завершить карьеру профессионального спортсмена, уступив место в сборной молодым польским гребцам.